# Zweden op de Olympische Winterspelen 2006

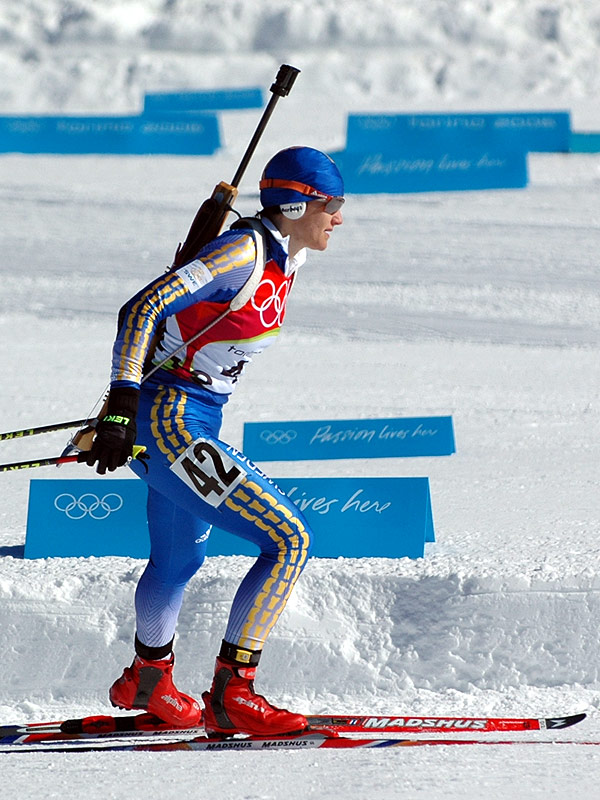
Anna Carin Olofsson

Tijdens de Olympische Winterspelen van 2006 die in Turijn werden gehouden nam Zweden voor de 20e keer deel en is daarmee een van de twaalf landen die aan alle Winterspelen heeft deelgenomen.
Aan deze editie namen 106 Zweden deel in acht takken van sport. Er werden zeven gouden, twee zilveren en vijf bronzen medailles behaald in vijf takken van sport en eindigde daar mee op de zesde plaats in het medailleklassement.
Vlaggendraagster en alpineskiester Anja Pärson veroverde drie medailles en bracht haar totaal op vijf Olympische medailles (1-1-3).

## Medailles
| Sport | Naam                                                                     | Discipline          | Medaille |
| --- | ------------------------------------------------------------------------ | ------------------- | -------- |
| Alpineskiën vrouwen | Anja Pärson                                                              | Slalom              | Goud     |
| Alpineskiën vrouwen | Anja Pärson                                                              | Afdaling            | Brons    |
| Alpineskiën vrouwen | Anja Pärson                                                              | Combinatie          | Brons    |
| Alpineskiën vrouwen | Anna Ottosson                                                            | Reuzenslalom        | Brons    |
| Biatlon vrouwen | Anna Carin Olofsson                                                      | 12,5 km, massastart | Goud     |
| Biatlon vrouwen | Anna Carin Olofsson                                                      | 7,5 km sprint       | Zilver   |
| Curling | Ulrika Bergman / Cathrine Lindahl / Eva Lund Anette Norberg / Anna Svärd | Vrouwen             | Goud     |
| Langlaufen mannen | Björn Lind                                                               | 1,5 km sprint       | Goud     |
| Langlaufen mannen | Thobias Fredriksson                                                      | 1,5 km sprint       | Brons    |
| Langlaufen mannen | Björn Lind / Thobias Fredriksson                                         | 1,5 km sprint, team | Goud     |
| Langlaufen mannen | Mathias Fredriksson / Mats Larsson Johan Olsson / Anders Södergren       | 4x 7,5 km estafette | Brons    |
| Langlaufen vrouwen | Lina Andersson / Anna Dahlberg                                           | 1,5 km sprint, team | Goud     |
| IJshockey | Olympisch team *                                                         | Mannen              | Goud     |
| IJshockey | Olympisch team **                                                        | Vrouwen             | Zilver   |
| * Daniel Alfredsson / Per-Johan Axelsson / Christian Bäckman / Peter Forsberg / Mika Hannula / Niclas Hävelid Tomas Holmström / Jörgen Jönsson / Kenny Jönsson / Nicklas Kronwall / Nicklas Lidström / Stefan Liv Henrik Lundqvist / Fredrik Modin / Mattias Öhlund / Samuel Påhlsson / Mikael Samuelsson / Daniel Sedin Henrik Sedin / Mats Sundin / Ronnie Sundin / Mikael Tellqvist / Daniel Tjärnqvist / Henrik Zetterberg |                                                                          |                     |          |
| ** Cecilia Andersson / Gunilla Andersson / Jenni Asserholt / Ann-Louise Edstrand / Joa Elfsberg Emma Eliasson / Erika Holst / Elin Holmlöv / Nanna Jansson / Ylva Lindberg Jenny Lindqvist / Kristina Lundberg / Kim Martin / Frida Nevalainen / Emilie O'Konor Maria Rooth / Danijela Rundqvist / Therese Sjölander / Katarina Timglas / Pernilla Winberg                                                                     |                                                                          |                     |          |

Albanië · Algerije · Amerikaanse Maagdeneilanden · Andorra · Argentinië · Armenië · Australië · Azerbeidzjan · België · Bermuda · Bosnië en Herzegovina · Brazilië · Bulgarije · Canada · Chili · China · Chinees Taipei · Costa Rica · Cyprus · Denemarken · Duitsland · Estland · Ethiopië · Finland · Frankrijk · Georgië · Griekenland · Groot-Brittannië · Hongarije · Hongkong · Ierland · IJsland · India · Iran · Israël · Italië · Japan · Kazachstan · Kenia · Kirgizië · Kroatië · Letland · Libanon · Liechtenstein · Litouwen · Luxemburg · Macedonië · Madagaskar · Moldavië · Monaco · Mongolië · Nederland · Nepal · Nieuw-Zeeland · Noord-Korea · Noorwegen · Oekraïne · Oezbekistan · Oostenrijk · Polen · Portugal · Roemenië · Rusland · San Marino · Senegal · Servië en Montenegro · Slovenië · Slowakije · Spanje · Tadzjikistan · Thailand · Tsjechië · Turkije · Venezuela · Verenigde Staten · Wit-Rusland · Zuid-Afrika · Zuid-Korea · Zweden · Zwitserland